# Kendra (Fernsehserie)
Kendra ist eine Doku-Soap, in der das Privatleben von Hugh-Hefner-Exfreundin Kendra Wilkinson behandelt wird. In Deutschland wurde die Serie auf VIVA und dem Pay-TV-Sender E! Entertainment Television ausgestrahlt.

## Handlung
Kendra thematisiert das Privat- und Alltagsleben von Kendra Wilkinson nach ihrer Trennung von Hugh Hefner und ihrem damit verbundenen Auszug aus der Playboy Mansion. In der Serie geht es um Kendras Lebenswandel vom Playmate zur Hausfrau und Mutter. Immer dabei ist ihr Ehemann, der NFL-Star Hank Baskett, von dem sie auch einen Sohn hat.

## Produktion
Die Serie zählt, neben Holly Madisons TV-Serie Holly’s World, als Spin-off der US-amerikanischen Doku-Soap The Girls of the Playboy Mansion. Produziert wurde Kendra von Kevin Burns, welcher auch der Produzent von The Girls of the Playboy Mansion ist. Der Titelsong Go Kendra stammt von dem US-amerikanischen Rapper Too Short. 
Die Serie spielt größtenteils in Los Angeles, Kalifornien. Von Kendra wurden 45 Episoden in vier Staffeln gedreht und auch ausgestrahlt. In Amerika war Kendra auf dem Fernsehsender E! Entertainment Television zu sehen, in Deutschland wurde die Serie ebenfalls auf dem Sender E! Entertainment Television, welcher in Deutschland via Pay-TV empfangbar ist, und auf VIVA gesendet. Nach dem Ende der Produktion von Kendra wurden Wilkinson und ihr Ehemann für die neue Serie Kendra on Top engagiert.

## Besetzung
- Kendra Wilkinson (43 Episoden)
- Hank Baskett (42 Episoden)
- Eddie Bochniak (Wilkinsons Assistent, 27 Episoden)
- Jessica Hall (Wilkinsons Freundin, 25 Episoden)
- Brittany Binger (Wilkinsons Freundin, 20 Episoden)

In der Serie traten zudem viele Gaststars wie Hugh Hefner (8 Episoden), Bridget Marquardt (7 Episoden), Holly Madison (6 Episoden), Too Short (4 Episoden), Crystal Harris (4 Episoden), Keith Hefner (2 Episoden), Sara Jean Underwood (2 Episoden), Kristina Shannon (1 Episode), Karissa Shannon (1 Episode) oder Tiffany Fallon (1 Episode) auf.

## Quoten
- Staffel 1: Die erste Staffel hatte durchschnittlich 2,6 Millionen Zuschauer. Die letzte Episode der Staffel, Kendra's Hochzeit, sahen 2,1 Millionen Menschen.
- Staffel 2: Die Premiere der zweiten Staffel kam auf 2,7 Millionen Zuschauer, später fielen die Zuschauerzahlen stark ab.
- Staffel 3: Die Premieren-Episode der dritten Staffel wurde von 2,27 Millionen Zuschauern angesehen.[2] Die siebte Episode der dritten Staffel war mit 1,243 Millionen Zuschauern die quotenärmste überhaupt.